# Saccogynidium
Saccogynidium es un género de musgos hepáticas perteneciente a la familia Geocalycaceae. Comprende 20 especies descritas y de estas, solo 9 aceptadas.

## Taxonomía
El género fue descrito por Riclef Grolle  y publicado en Journal of the Hattori Botanical Laboratory 23: 43. 1961. La especie tipo es:  Saccogynidium australe (Mitt.) Grolle	

## Especies aceptadas
A continuación se brinda un listado de las especies del género Saccogynidium aceptadas hasta marzo de 2015, ordenadas alfabéticamente. Para cada una se indica el nombre binomial seguido del autor, abreviado según las convenciones y usos.	
- Saccogynidium australe (Mitt.) Grolle
- Saccogynidium bidentulum (Horik.) P.C. Chen
- Saccogynidium caldense (Ångström) Grolle
- Saccogynidium decurvum (Mitt.) Grolle
- Saccogynidium goebelii (Herzog) Grolle
- Saccogynidium jugatum (Mitt.) Grolle
- Saccogynidium muricellum (De Not.) Grolle
- Saccogynidium rigidulum (Nees) Grolle
- Saccogynidium schiloscyphoides R.M. Schust.
- Saccogynidium vasculosum (Hook. f. & Taylor) Grolle